# Epiphragma (Epiphragma) distivena
Epiphragma (Epiphragma) distivena is een tweevleugelige uit de familie steltmuggen (Limoniidae). De soort komt voor in het Oriëntaals gebied.